# Ugo, conte di Parigi

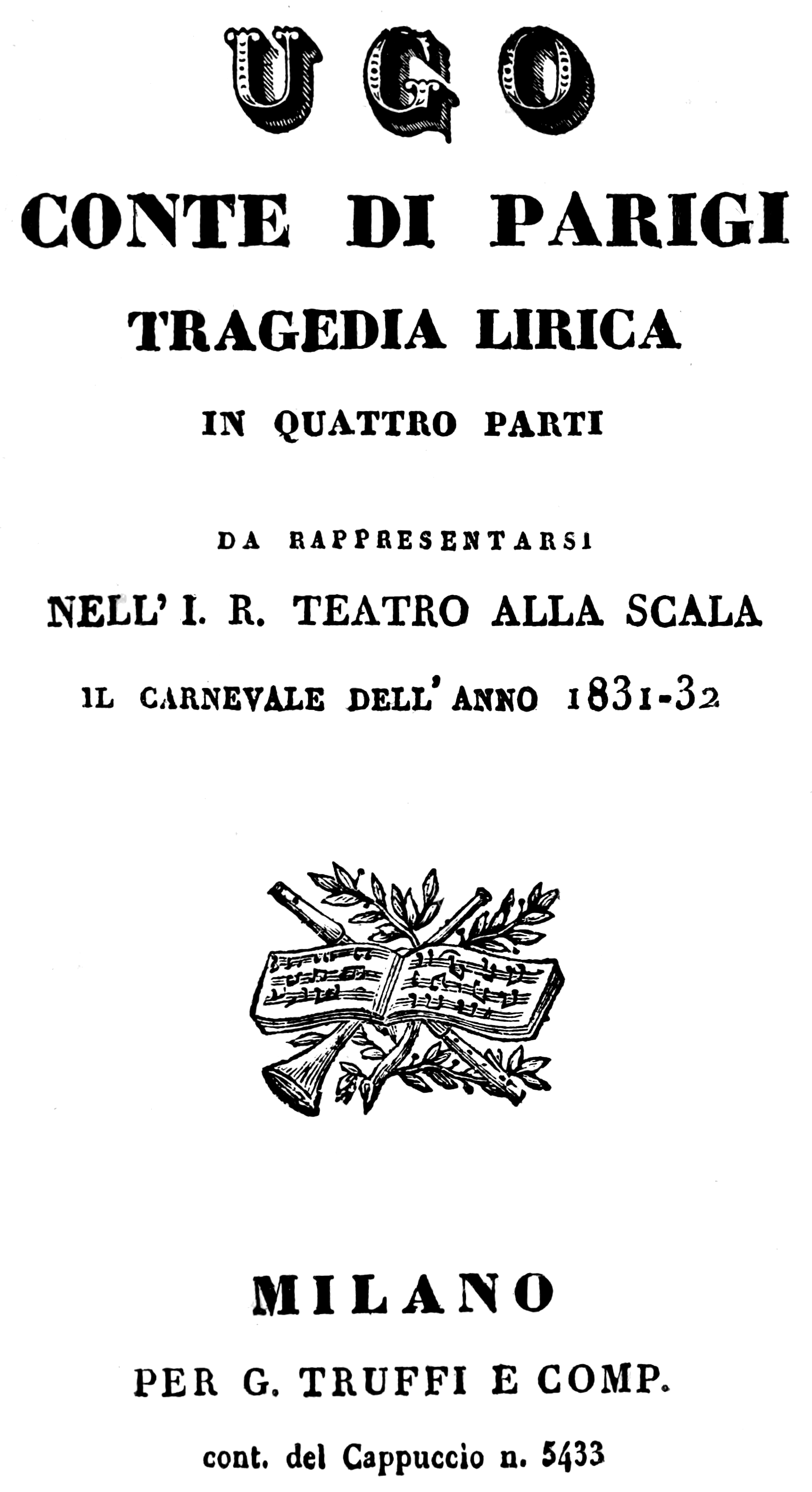
Framsida till librettot.

Ugo, conte du Parigi (Hugo, greve av Paris) är en italiensk opera seria i två akter med musik av Gaetano Donizetti och libretto av Felice Romani efter pjäsen Blanche d'Aquitaine, ou Le dernier des Carlovingiens av Hippolyte Bis (1827). Operan hade premiär den 13 mars 1832 på La Scala i Milano.

## Historia
Operan ändrades av censuren i så stora mått att Romani vägrade sätta ut sitt namn på librettot. På grund av förseningarna med librettots revidering inföll premiären sent på La Scalas säsong, vilken hade öppnats med premiären av Vincenzo Bellini Norma (26 december 1831). Trots att Donizetti använde sig av samma sångare som i Norma väckte Ugo bara ett svagt intresse hos publiken. Musiken fick dock bra kritik. Ugo domineras av ensembler istället för traditionella soloarior. Dessa ensembler visar otvetydigt på Donizettis stora gåva att komponera bra melodier och att bygga upp en musikalisk stämning medelst musikaliska idéer. Senare skulle han använda sig av vissa melodier i andra verk då det gick upp för honom att Ugo aldrig blev den succé som han hade väntat sig.

## Personer
- Bianca (sopran)
- Adelia (Adelaide av Anjou), Biancas syster (sopran)
- Ugo (Hugo Capet), Greve av Paris (tenor)
- Folco (bas)
- Luigi V (Ludvig V), Kung av Frankrike (kontraalt)
- Emma (mezzosopran)
- Riddare, soldater (kör)

## Historia
Paris, 900-talet.
Bianca är förlovad med kung Luigi V av Frankrike, men hon älskar Ugo och förtärs av svartsjuka när hon får reda på att hennes syster Adelia också älskar Ugo. När kungen ger sitt samtycke till giftermål mellan Ugo och Adelia blir Bianca rasande av ilska. I kungens närvaro förklarar Bianca att hon älskar Ugo och ber kungen att sanktionera äktenskapet. Ugo tiger men kungen ger order om hans arrestering. Ugos kamrater revolterar men Ugo slår ned upproret och säger att han varken är intresserad av tronen eller den kungliga fästmön. Medan Ugo och Adelia vigs i ett närbeläget kapell tar Bianca giftet som hon ursprungligen hade tänkt ge kungen. Hon dör efter att ha fått sin hämnd.